# Pine Bluff
Pine Bluff és una població dels Estats Units a l'estat d'Arkansas. Segons el cens del 2007 tenia 50.667 habitants.

## Demografia
Segons el cens del 2000, Pine Bluff tenia 55.085 habitants, 19.956 habitatges, i 13.350 famílies. La densitat de població era de 466,3 habitants/km².
Dels 19.956 habitatges en un 32,9% hi vivien nens de menys de 18 anys, en un 38,7% hi vivien parelles casades, en un 23,8% dones solteres, i en un 33,1% no eren unitats familiars. En el 29,2% dels habitatges hi vivien persones soles l'11,8% de les quals corresponia a persones de 65 anys o més que vivien soles. El nombre mitjà de persones vivint en cada habitatge era de 2,57 i el nombre mitjà de persones que vivien en cada família era de 3,2.
Per edats la població es repartia de la següent manera: un 27,4% tenia menys de 18 anys, un 12,2% entre 18 i 24, un 26,9% entre 25 i 44, un 19,7% de 45 a 60 i un 13,7% 65 anys o més.
L'edat mediana era de 33 anys. Per cada 100 dones de 18 o més anys hi havia 84,9 homes.
La renda mediana per habitatge era de 27.247 $ i la renda mediana per família de 34.362 $. Els homes tenien una renda mediana de 30.766 $ mentre que les dones 21.009 $. La renda per capita de la població era de 14.637 $. Entorn del 20,6% de les famílies i el 25,5% de la població estaven per davall del llindar de pobresa.

## Poblacions més properes
El següent diagrama mostra les poblacions més properes.